# Aristolochia glandulosa
Aristolochia glandulosa là một loài thực vật có hoa trong họ Aristolochiaceae. Loài này được J.Kickx f. mô tả khoa học đầu tiên năm 1839.